# Quercus alba
Quercus alba, o carvalho-branco, é uma das árvores proeminentes do leste da América do Norte. É um carvalho de longa vida da família Fagaceae, nativa do leste da América do Norte e encontrada na região limitada pelo Quebec, o Minnesota, a Flórida e o Texas oriental. Espécimes foram documentadas tendo mais de 450 anos de idade.

## Descrição
Não é uma árvore muito alta, chegando normalmente a 19,5-25,5, com uma copa volumosa. O carvalho branco mais alto de que se tem conhecimento tem 43 m de altura. Sabe-se que carvalhos brancos vivem até 600 anos. A casca é de cor cinza e solta-se com relativa facilidade.
Na primavera as folhas novas são de um rosa delicado, e cobertas por pelugem. Os pecíolos são curtos e as folhas que se agrupam perto das extremidades dos rebentos são verde claro e felpudas.
As folhas crescem de 13–21 cm de comprimento e 7-11,5 cm de largura, com um tom intenso de verde vivo no lado superior, no outono tornando-se vermelhas ou marrons dependendo do local, clima, e genética. As bolotas são geralmente sésseis, com 1-2,5 cm de comprimento, caindo no início de outubro. 
Quercus alba é muitas vezes confundida com o carvalho branco do pântano, uma espécie estreitamente relacionada, e com o carvalho broca. O carvalho branco hibridiza-se livremente com o carvalho broca, e o carvalho castanho.
Casca: cinzenta clara, variando de cinza escuro a branco; rasas fissuradas e escamosas. Ramos nascem na cor verde brilhante, depois verde-avermelhado e, finalmente, cinza claro. Uma característica distintiva desta árvore é que um pouco mais de meio caminho entre o tronco e a casca podem-se formar escamas sobrepostas que são facilmente notadas e auxiliam na identificação.
Madeira: Marrom com alburno pálido; forte, duro, pesado, de grão fino e durável. Gravidade específica, 0,7470; peso de um metro cúbico 770 kg.
Gomos de inverno: Marrom avermelhado, obtuso, de 30 cm de comprimento.
Folhas: Alternadas, 13–23 cm de comprimento, 8–10 cm de largura. São oblongas, 7-9 lóbulos, geralmente de sete lóbulos com lóbulos arredondados e cavidades arredondadas; lóbulos destituídos de cerdas; cavidades, às vezes profundas, às vezes superficiais. Eles saem do broto duplicado, são vermelho brilhante em cima, pálido abaixo, e coberto com tomento branco, o vermelho desbota mais rapidamente e tornam-se esverdeados, brancos, prateados e brilhantes, quando adulta são finas, verde-amarelas brilhantes, brilhante ou fosca em cima, pálidas ou lisas abaixo; a nervura central é robusta e amarela, as veias principais são evidentes. No final do outono as folhas ficam de um vermelho profundo e caem, ou em árvores jovens permanecem nos ramos por todo o inverno. Pecíolos são curtos, robustos, ranhosos, e achatados. Estípulas são lineares e caducas.
Flores: aparecem em maio, quando as folhas estão um terço crescidas. Flores estaminadas nascem em aments peludos e tem de 6,3 a 7,5 cm de comprimento, o cálice é amarelo brilhante, peludo, 6-8 lóbulos, com lobos mais curtos do que os estames; as anteras são amarelas. Flores pistiladas são suportados em pedúnculos curtos, escamas involucrais são peludas, avermelhadas; lobos do cálice são agudos; estigmas são vermelho brilhante.
Bolotas: Anuais, sésseis ou com caule; nozes ovóides ou oblongas, redondas no ápice, castanho claro, brilhantes, 2 cm de comprimento; em forma de taça, anexando cerca de um quarto da noz, tomentosas do lado de fora, tuberculadas na base, com pontas obtusas curtas se tornando menores e mais finas em direção ao aro.

## Distribuição
O carvalho branco é bastante tolerante a uma grande variedade de habitats, e pode ser encontrado em cumes, nos vales, e entre estes, em habitats secos e úmidos, e em solos moderadamente ácidos e alcalinos. É principalmente uma árvore de várzea, mas atinge altitudes de 1 600 metros, nas Montanhas Apalaches. Muitas vezes, é um componente do dossel da floresta em uma floresta de carvalhos e urzes.

## Cultivo
O carvalho branco é uma excepcional árvore de sombra com uma cobertura excepcionalmente ampla e folhas que quase nunca caem. No entanto, não tolera bem as condições urbanas, devido à intolerância a compactação do solo e alterações nos níveis do solo. Pode prosperar em bairros residenciais, onde está protegido de tal mudança.

## Uso
Carvalho branco tem tilos que dão a madeira de uma estrutura celular fechada, tornando-se resistente à água e a podridão. Devido a esta característica, o carvalho branco é usado em barris para a produção de vinho e uísque, uma vez que resiste ao vazamento. Também tem sido utilizado na construção civil, construção naval, tanoaria, implementos agrícolas, e no acabamento interior de casas.
Foi uma madeira usado no mobiliário de carvalho de Gustav Stickley no estilo Craftsman do movimento Arts and Crafts. [Carece de fontes?]
Carvalho branco é usado extensivamente em artes marciais japonesas para algumas armas, tais como o bokken e jo. É apreciada pela sua densidade, resistência, resiliência e chance relativamente baixa de fragmentação se quebrado pelo impacto, em relação ao carvalho vermelho, substancialmente mais barato. Lenda urbana japonesa atribui ao carvalho branco ("Kashi") como sendo a "madeira da escolha", mas, por lei, nenhuma carvalho branco é colhido no Japão. Praticamente todos os carvalhos brancos usado na fabricação de armas no Japão são importados do noroeste dos Estados Unidos.
As bolotas são muito menos amargas do que as bolotas de carvalhos vermelhos. Eles são pequenos em relação à maioria dos carvalhos, mas são um alimento valioso dos animais selvagens, nomeadamente para os perus, patos, faisões, sabiás, pica-paus, coelhos, esquilos e veados. Eles também foram usados para o alimento pelos índios americanos. O carvalho branco é o único alimento conhecido dos lagartos Bucculatrix Iuteella e Bucculatrix ochrisuffusa.
Os brotos jovens de espécies de carvalhos orientais são facilmente comidos por veados. Folhas de carvalho secas são também, ocasionalmente, comido por veados de cauda branca no outono ou inverno. Coelhos freqüentemente andam pelos galhos e pelo caule.
O USS Constitution é feito de carvalho branco, e a substituição da madeira vem de um bosque especial da Quercus alba conhecida como a "Constitution Grove" no Naval Surface Warfare Center Crane Division.
Marceneiros deve estar cientes de que o metal ferroso reage com carvalho, causando corrosão e coloração da madeira. Latão ou acessórios em aço inoxidável devem ser utilizados no lugar.

## Simbolismo
Carvalho branco tem servido como a árvore oficial do estado de Illinois após a seleção por um voto de crianças em idade escolar. Há dois carvalhos brancos "oficiais" servindo como árvores estaduais, uma localizada no terreno da mansão do governador, e o outro em um pátio na cidade de Rochelle. O carvalho branco é também a árvore dos estados de Connecticut e Maryland. O Oak Wye, provavelmente o mais antigo carvalho branco vivendo até que caiu por causa de uma tempestade em 6 de junho de 2002, era a árvore do estado honorário de Maryland.
Ser objecto de uma lenda tão antiga quanto a própria colônia, a Charter Oak de Hartford, Connecticut é um dos mais famosos carvalhos brancos na América. Uma imagem da árvore agora adorna o verso da moeda do estado de Connecticut.
1. ↑  «carvalho-branco | Infopédia»